# Tinnura
Tinnura (Tinnùra in sardo) è un comune italiano di 246 abitanti della provincia di Oristano in Sardegna, nella antica subregione della Planargia, conosciuto per i suoi famosi murales. Il centro abitato è unito senza soluzione di continuità con quello di Flussio, comune col quale condivide il corso principale che corrisponde alla strada statale 292.

## Origini del nome
Il toponimo "Tinnura" è considerato di origine assai antica, certamente preromana. In esso si rileva in particolare la radice "Tin", derivante dal protosardo "t(h)innía", "thinníga", che indicava, secondo gli studiosi, la pianta del giunco spinoso. L'abitato di Tinnura è ancora oggi famoso per l'uso di tale vegetale (oltre che dell'asfodelo) nei lavori di artigianato.

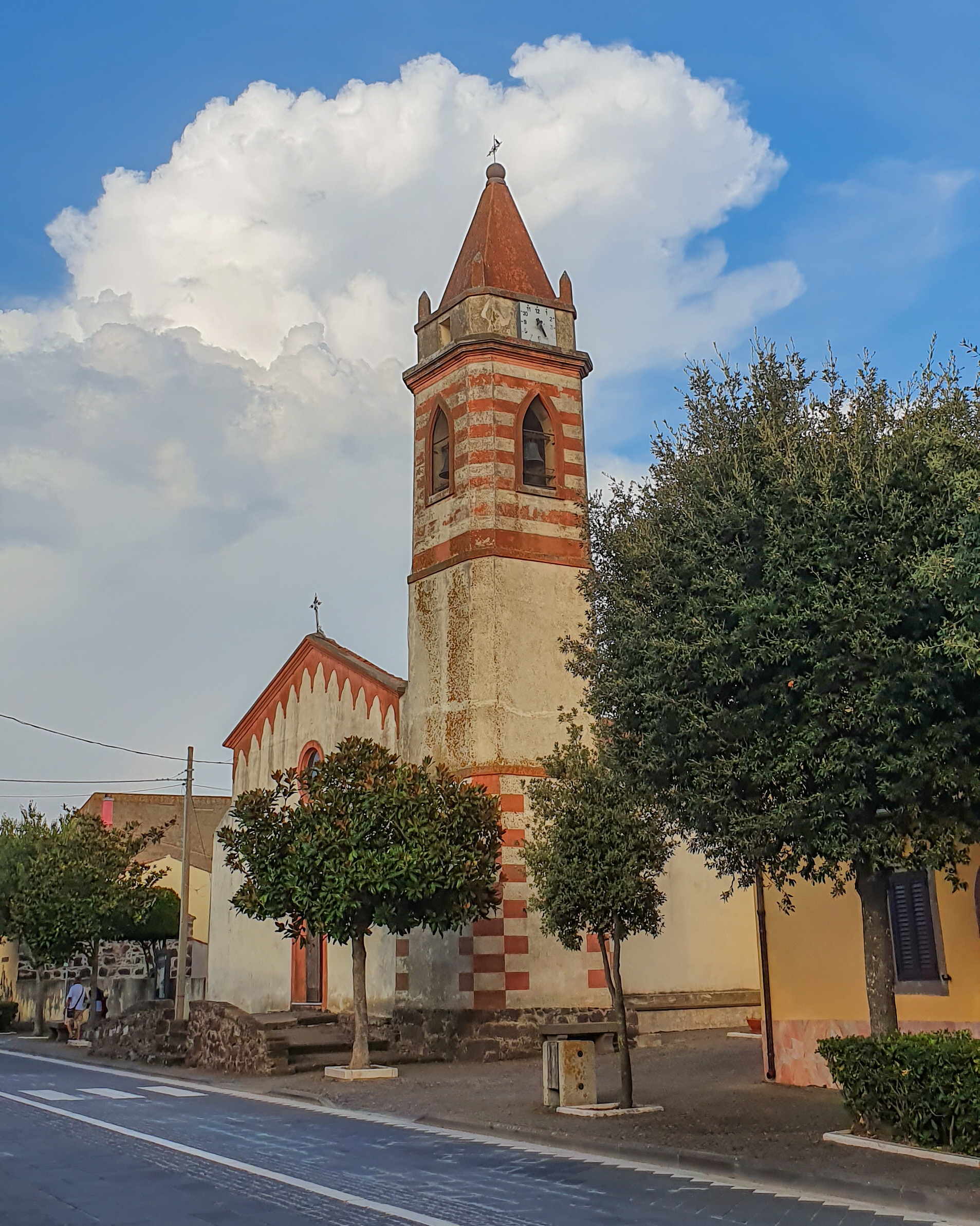
Chiesa di Sant'Anna

## Storia
L'area fu abitata già in epoca prenuragica, nuragica e romana, per la presenza sul territorio di numerose testimonianze archeologiche, tra cui tombe dei giganti e nuraghi.
Nel medioevo appartenne al Giudicato di Torres e fece parte della curatoria della Planargia. Alla caduta del giudicato (1259) venne governato dai Malaspina e successivamente (1308) entrò a far parte del Giudicato di Arborea. Intorno al 1420 passò sotto il dominio del Regno di Sardegna aragonese e divenne un feudo, concesso inizialmente alla famiglia Villamarina, per poi essere incorporato nel XVIII secolo dai Savoia insieme a Flussio nel marchesato della Planargia, feudo dei Paliaccio. Fu riscattato agli ultimi feudatari nel 1839 con la soppressione del sistema feudale.
Ai sensi della Legge Regionale n. 10 del 13 ottobre 2003, che ha ridefinito le circoscrizioni delle nuove province sarde, il comune di Tinnura è passato dalla Provincia di Nuoro alla Provincia di Oristano.

### Simboli
Lo stemma e il gonfalone del comune di Tinnura sono stati concessi con decreto del presidente della Repubblica del 16 dicembre 1983.
Lo stemma è un drappo partito di azzurro e di rosso.

## Monumenti e luoghi di interesse

### Architetture religiose
Sulla stessa via è presente la chiesa parrocchiale di Sant'Anna.

## Società

### Evoluzione demografica
Abitanti censiti

### Lingue e dialetti
La variante del sardo parlata a Tinnura è quella logudorese centrale o comune.

## Infrastrutture e trasporti

### Ferrovie

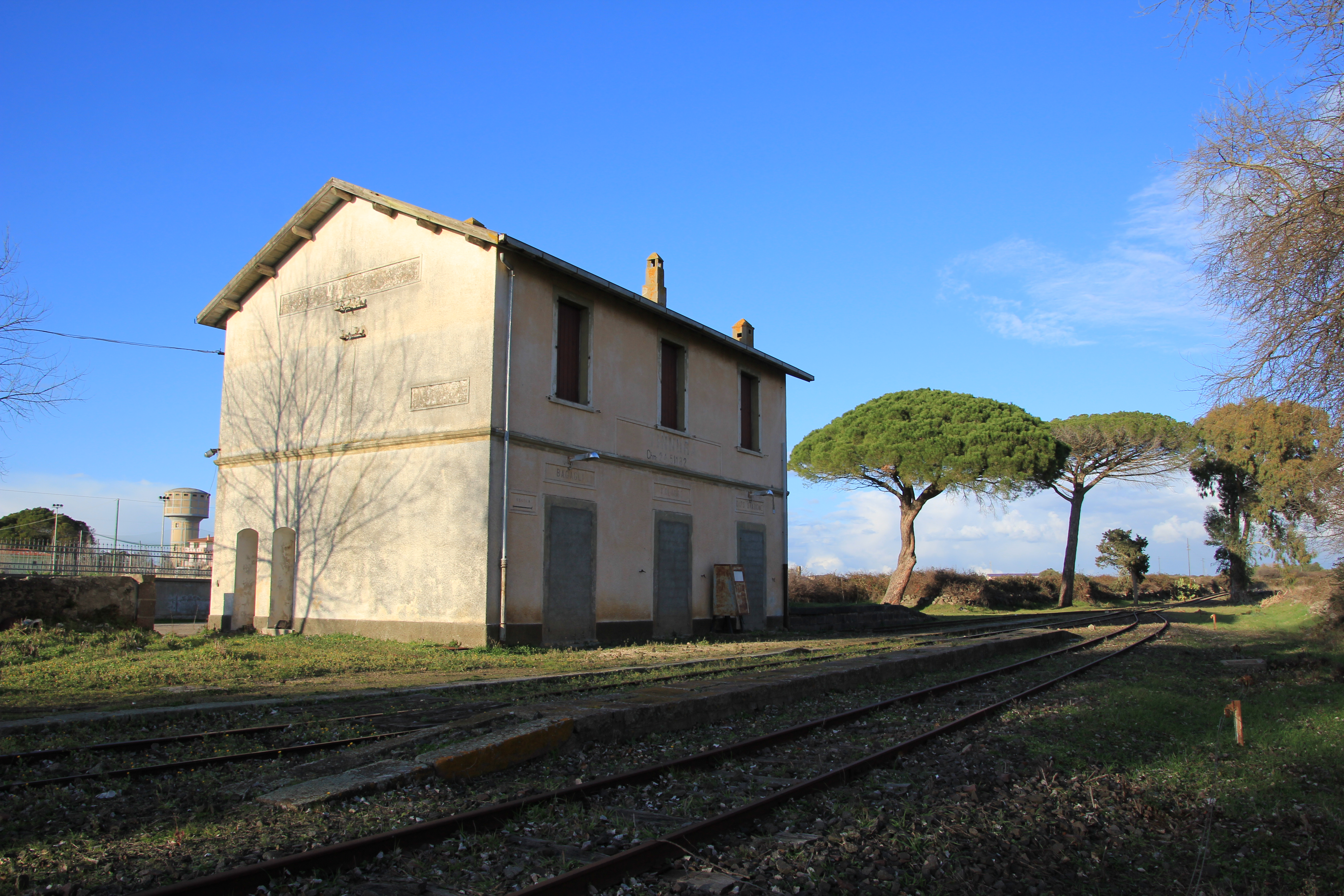
La stazione ferroviaria di Tinnura

Nel comune è presente la stazione di Tinnura, scalo ferroviario posto lungo la linea Macomer-Bosa, in uso dal 1997 per il solo traffico turistico legato al servizio Trenino Verde dell'ARST. Lo scalo è quindi servito da alcune corse a calendario nel periodo estivo, oltre che da eventuali treni effettuati su richiesta di comitive di viaggiatori.

## Galleria d'immagini

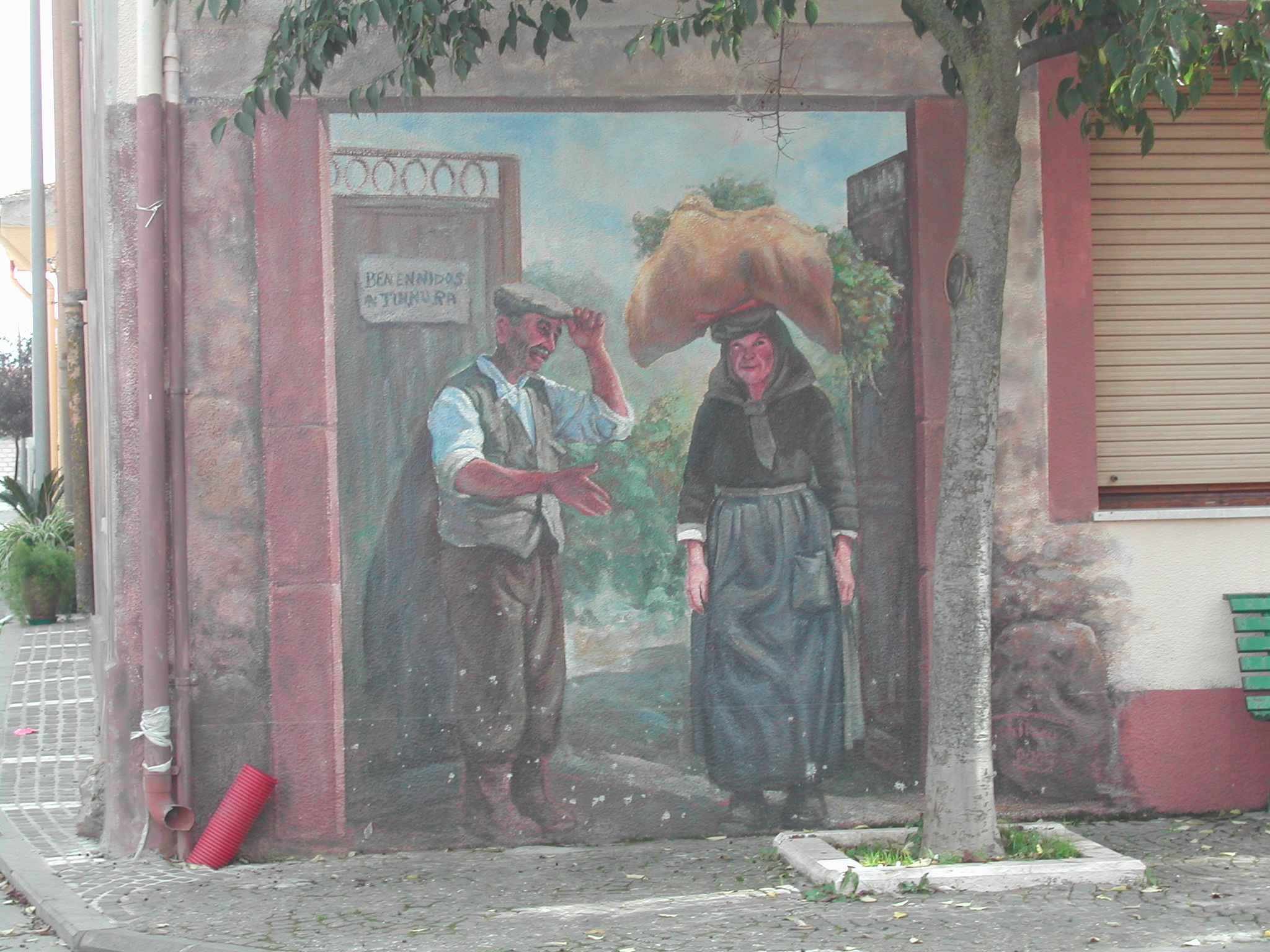
Murales
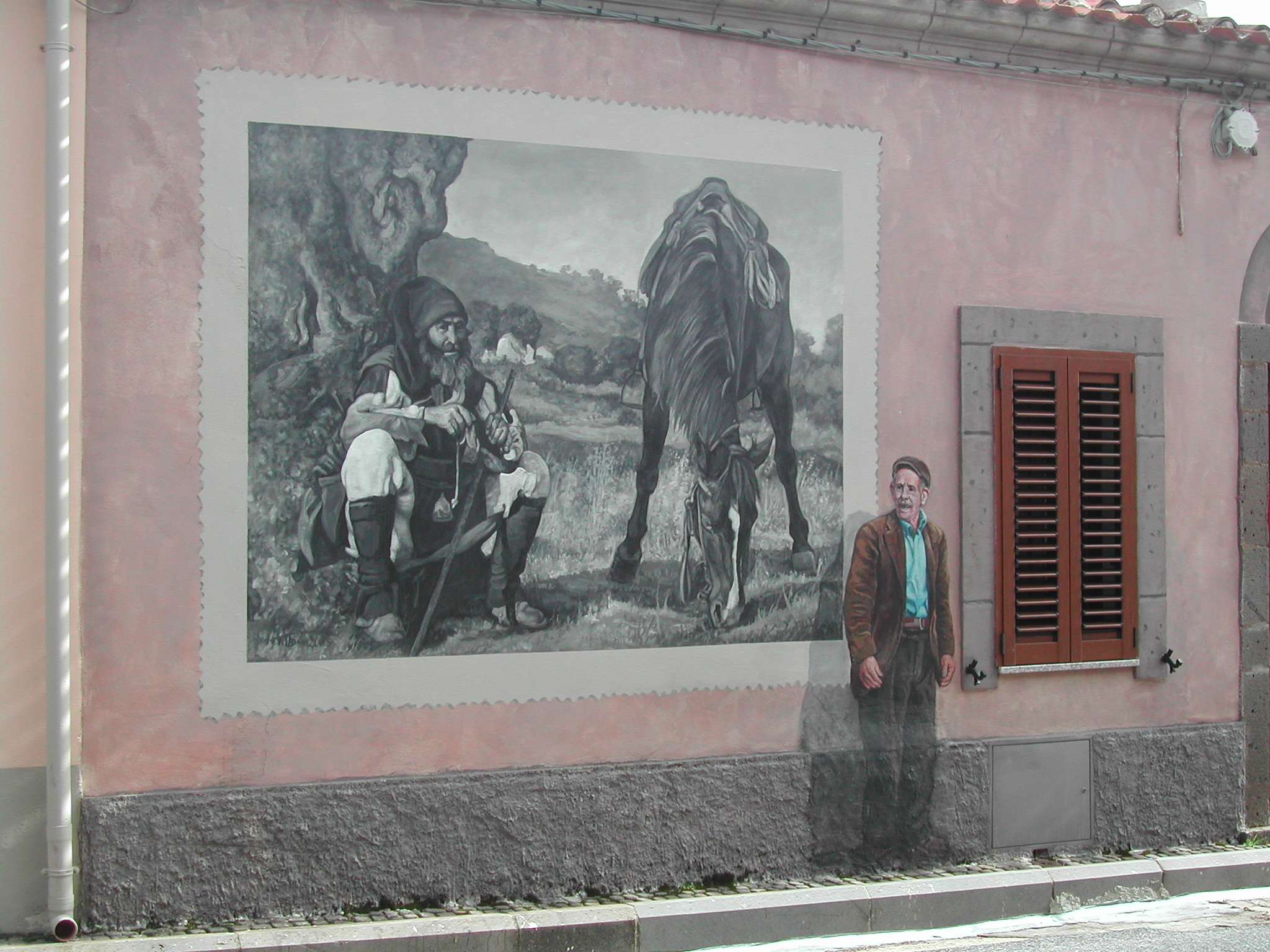
Murales
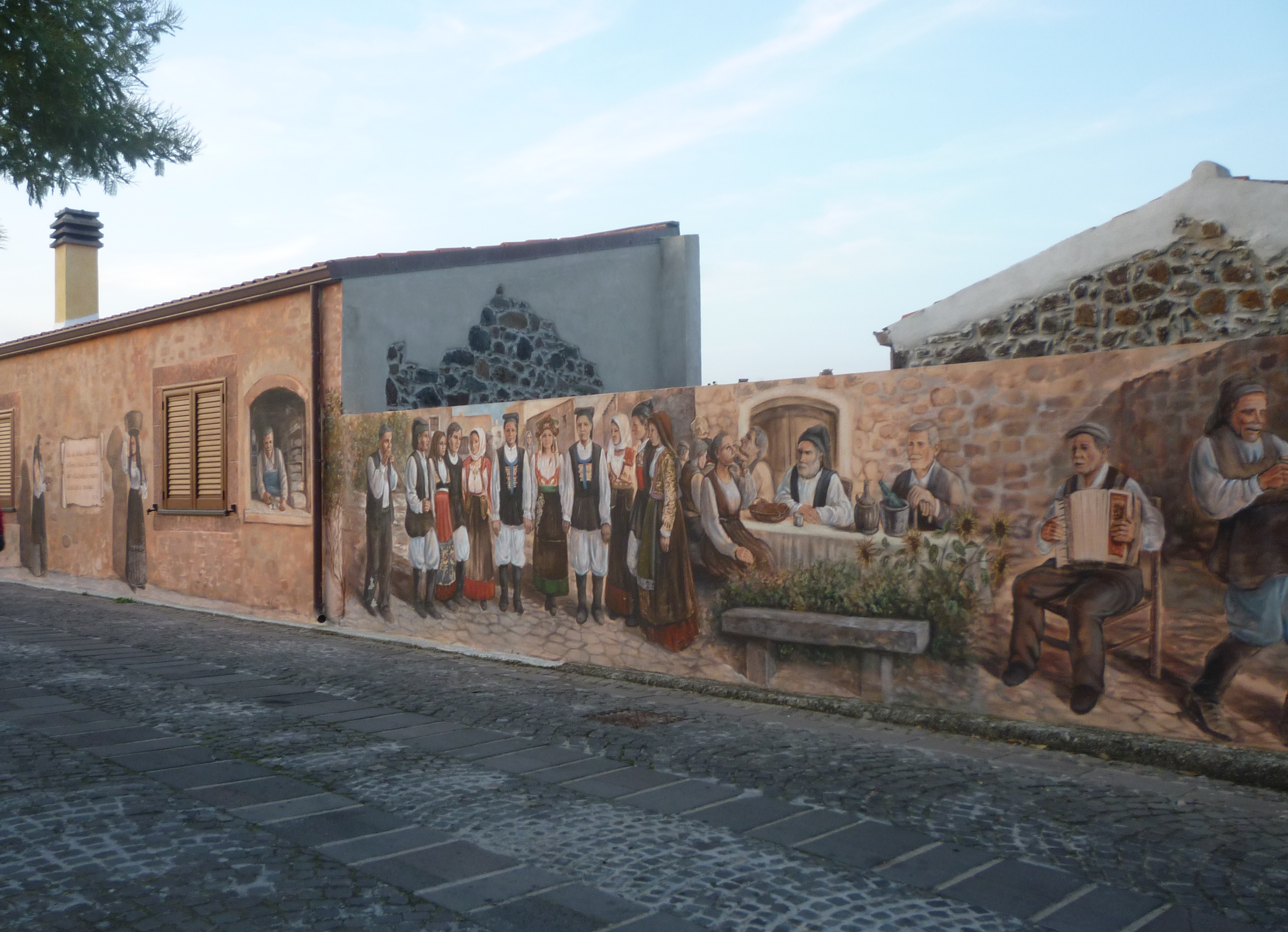
Murales
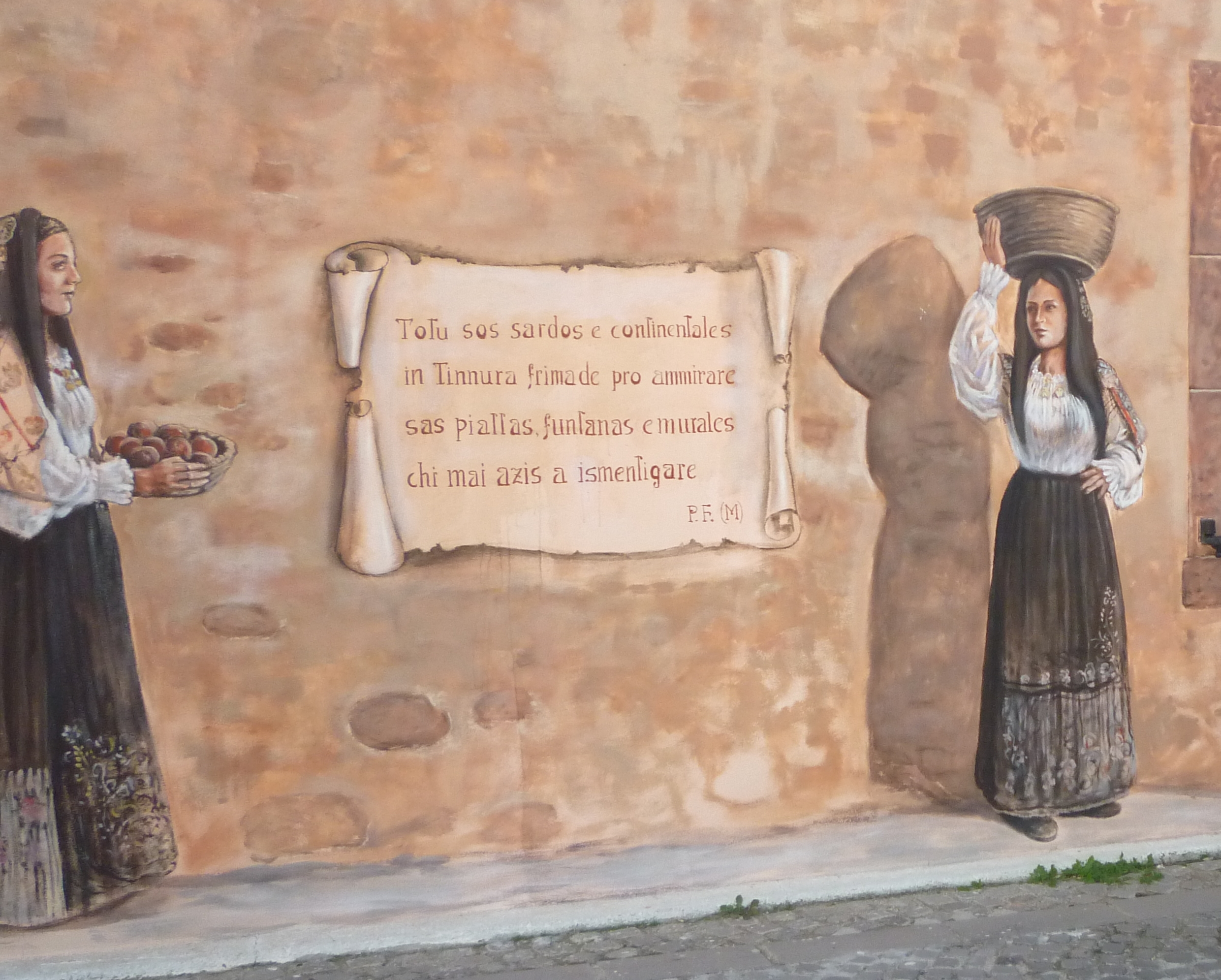
Murales
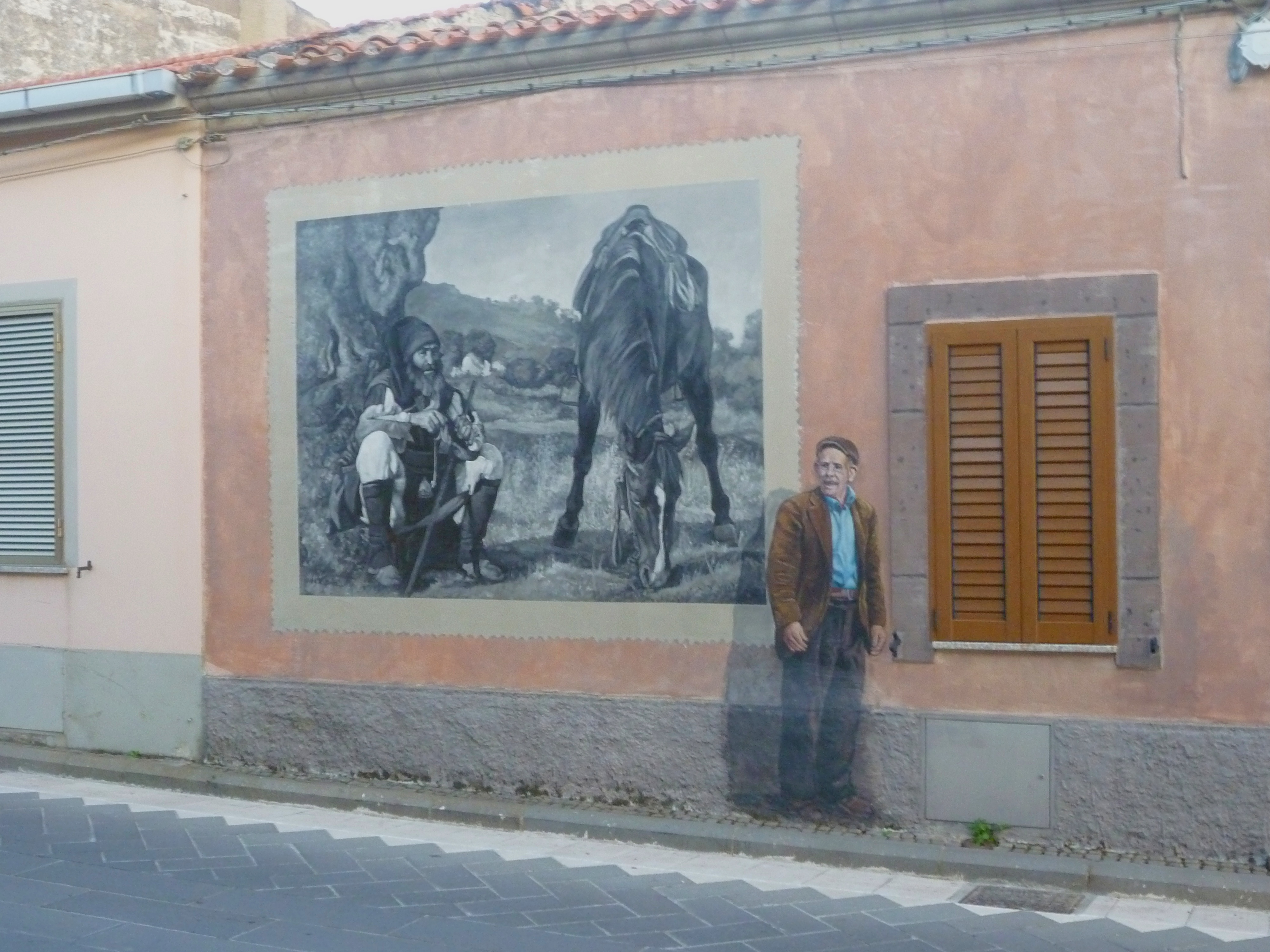
Murales
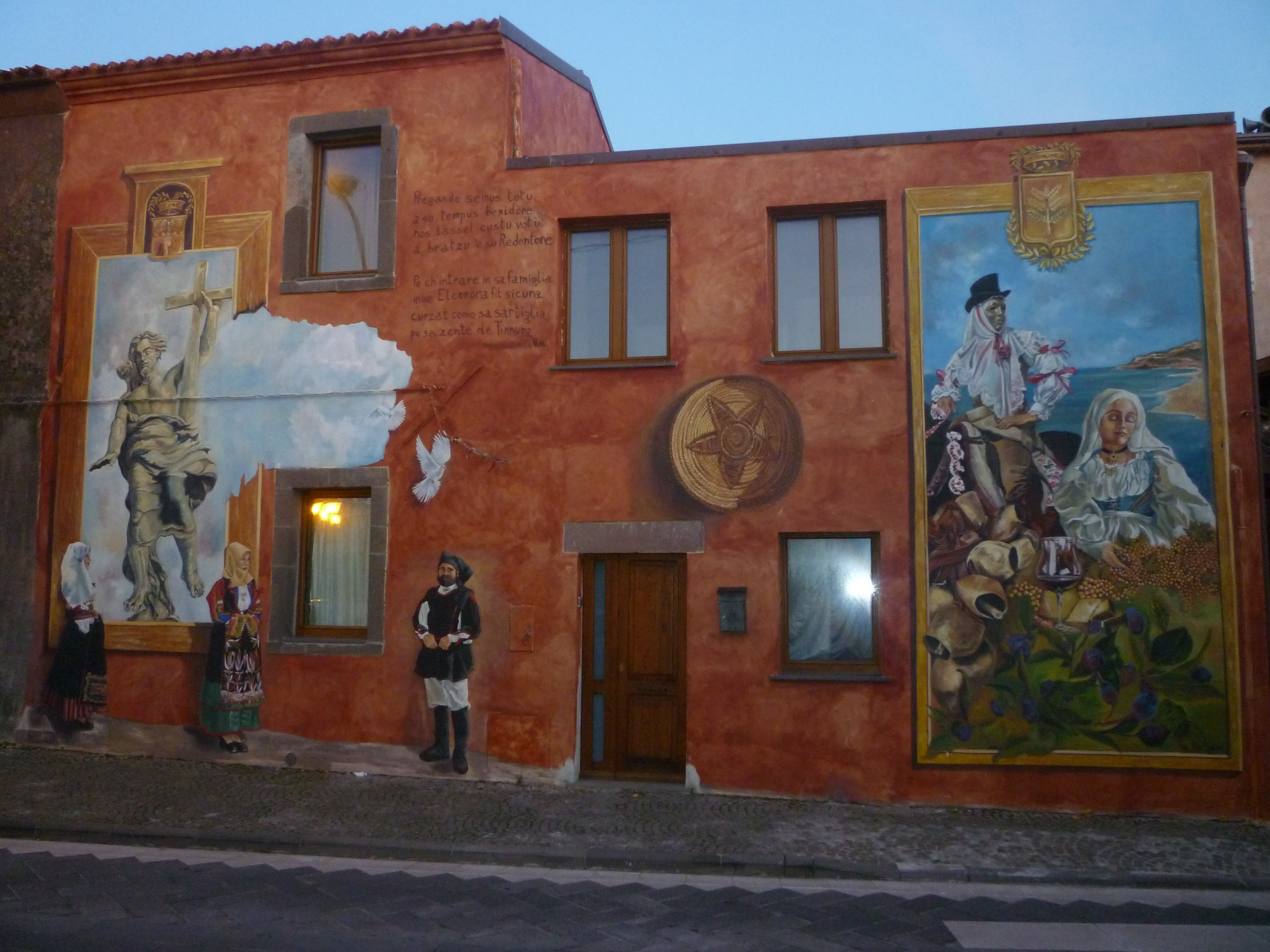
Murales
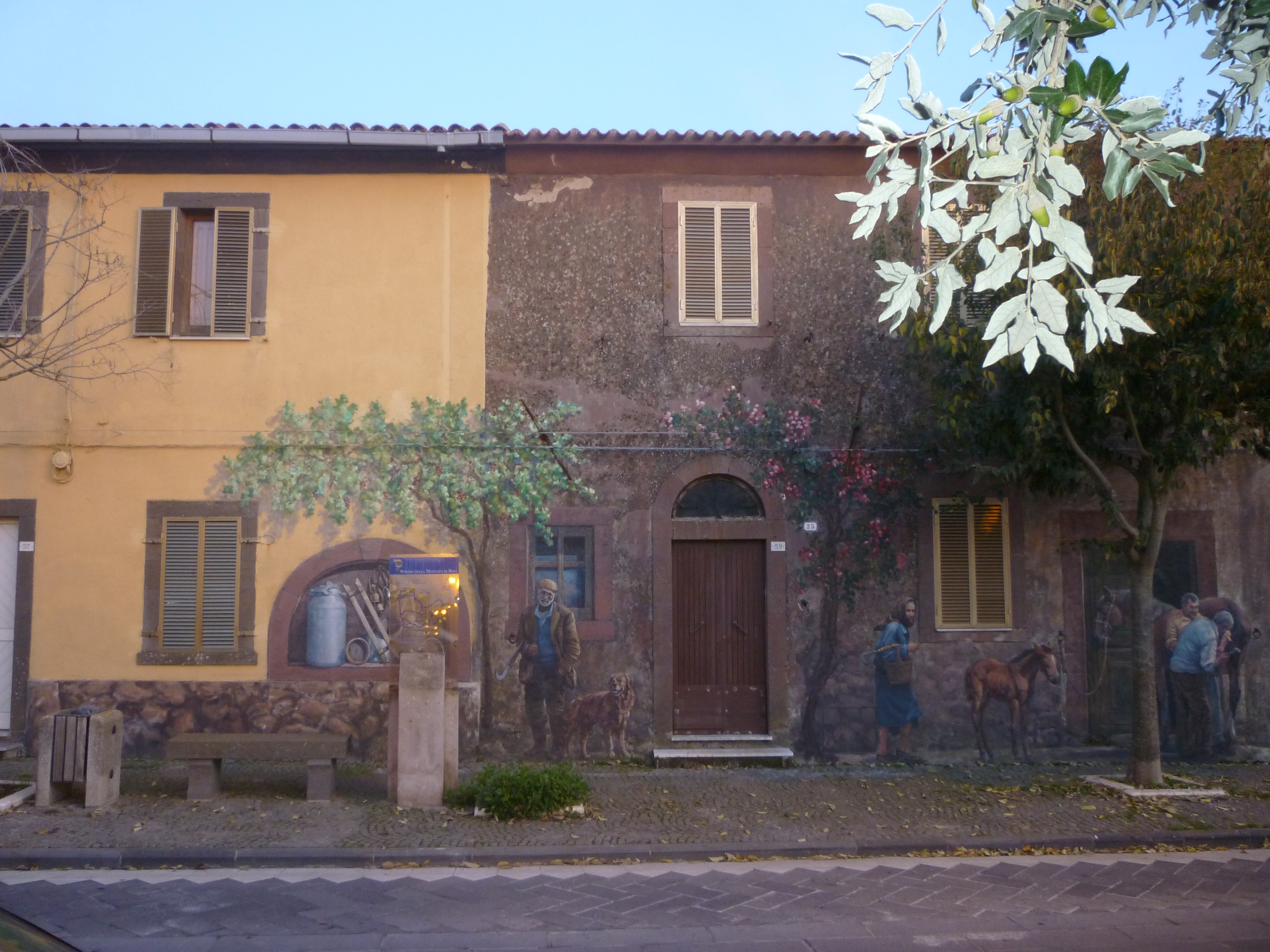
Murales